# United Nations Angola Verification Mission III
Die United Nations Angola Verification Mission III (UNAVEM III) war nach UNAVEM I und UNAVEM II die dritte von drei aufeinanderfolgenden Friedensmissionen der Vereinten Nationen in Angola, um den dortigen Bürgerkrieg zu beenden. 
Dieser Einsatz begann am 1. Februar 1995 und endete am 30. Juni 1997. 
UNAVEM III hatte eine Stärke von 7000 Soldaten und militärisch unterstützenden Kräften, 350 militärischen Beobachtern, 260 polizeilichen Beobachtern, 420 Zivilangestellten und 300 örtlichen Kräften.

## Aufgaben
Die zentrale Aufgabe von UNAVEM III war die Unterstützung der Bürgerkriegsparteien MPLA und UNITA bei der Umsetzung ihrer Friedensverträge vom 31. Mai 1991, des Lusaka-Protokolls vom 20. November 1994 und der relevanten Resolutionen des VN-Sicherheitsrates. Damit war die Sicherung einer guten Verwaltung (good offices) und der beständige Ausgleich zwischen den Parteien verlangt, den Aufbau einer neuen staatlichen Verwaltung in Angola zu beobachten und zu verifizieren, den Waffenstillstand zu überwachen, zu kontrollieren und die Entflechtung der Truppen der Bürgerkriegsparteien zu gewährleisten, alle Informationen von MPLA und UNITA über ihre Truppen zu überprüfen, beim Rückzug der UNITA und beim Aufbau von Sammelstellen für Kämpfer der UNITA zu helfen sowie diese zu demobilisieren, die Truppen der Regierung zu formieren und zu kasernieren, die freie Bewegung von Personen und Gütern im Land zu gewährleisten, die Neutralität der angolanischen Polizei zu überwachen und die Sicherheit der UNITA zu garantieren. Darüber hinaus unterstützte UNAVEM III die humanitären Maßnahmen in Angola, die Räumung der Minen und die zuletzt stattfindenden Wahlen.

## Beteiligte Mitgliedsstaaten
Ägypten, Bangladesch, Brasilien, Bulgarien, Frankreich, Guinea-Bissau, Indien, Jordanien, Kenia, Kongo, Malaysia, Mali, Namibia, Niederlande, Neuseeland, Nigeria, Norwegen, Pakistan, Polen, Portugal, Rumänien, Russland, Sambia, Schweden, Senegal, Simbabwe, Slowakei, Tansania, Ukraine, Ungarn und Uruguay